# Heinrich Hierhammer

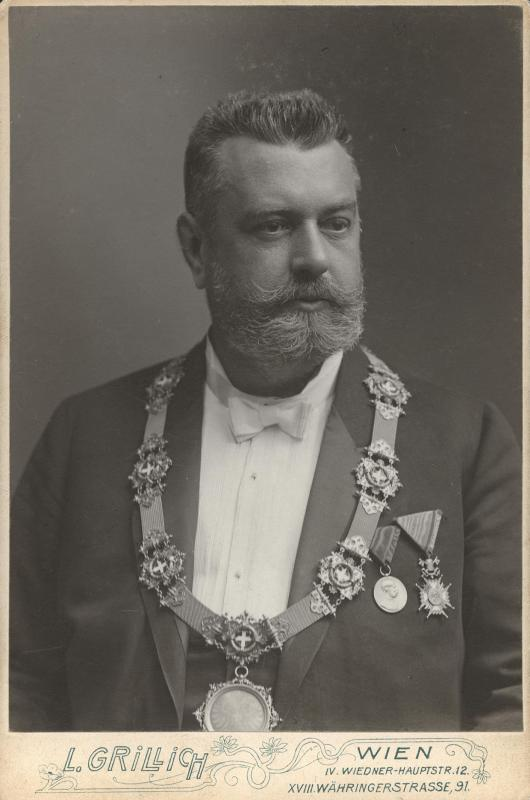
Heinrich Hierhammer

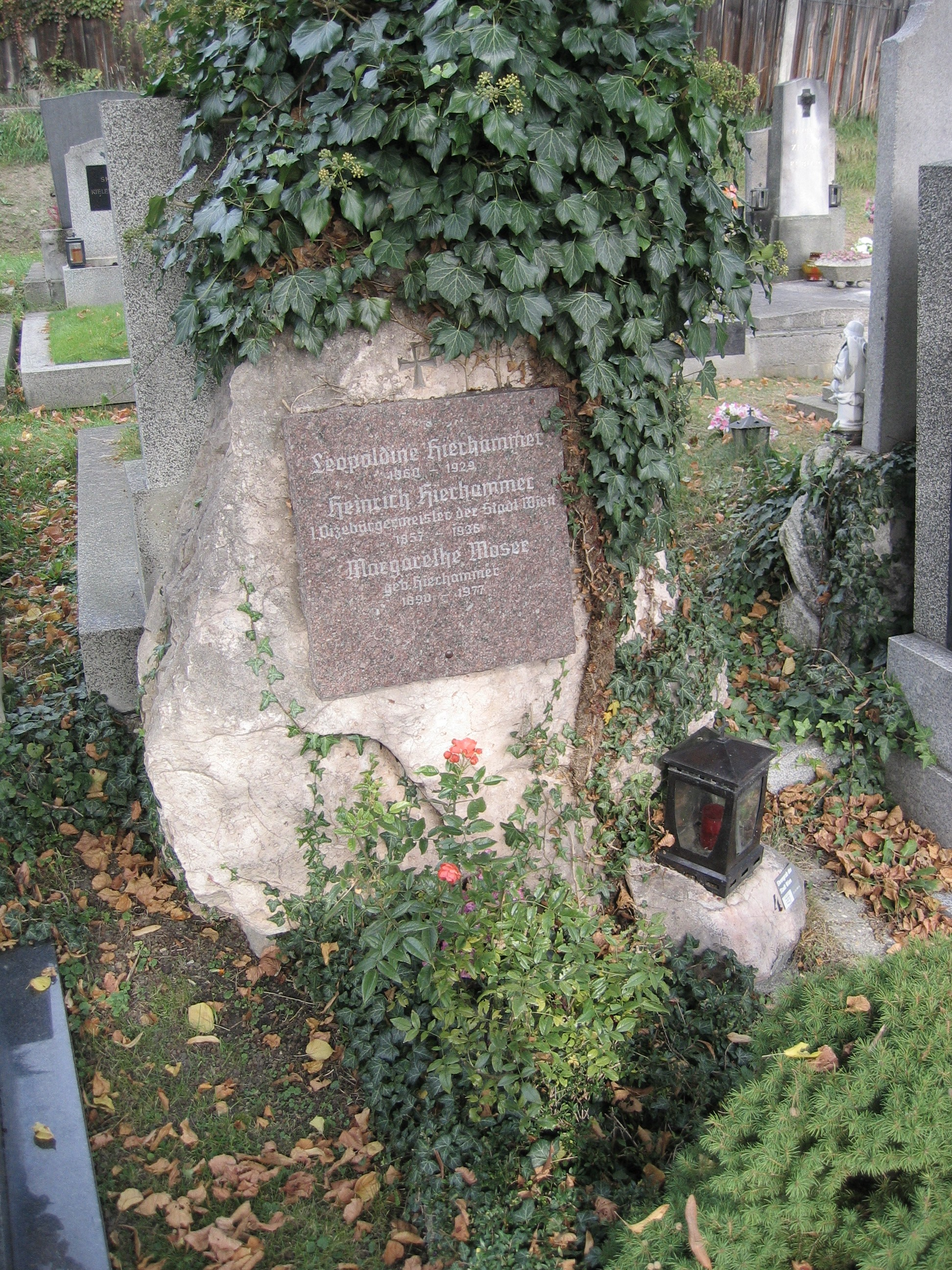
Ehrengrab von Heinrich Hierhammer am Friedhof Wien-Hernals – Historische Ausstattung bis zur Umgestaltung 2010

Heinrich Hierhammer (* 11. Mai 1857 in Wien; † 23. Dezember 1936 ebenda) war von 1905 bis 1918 Vizebürgermeister der Stadt Wien.

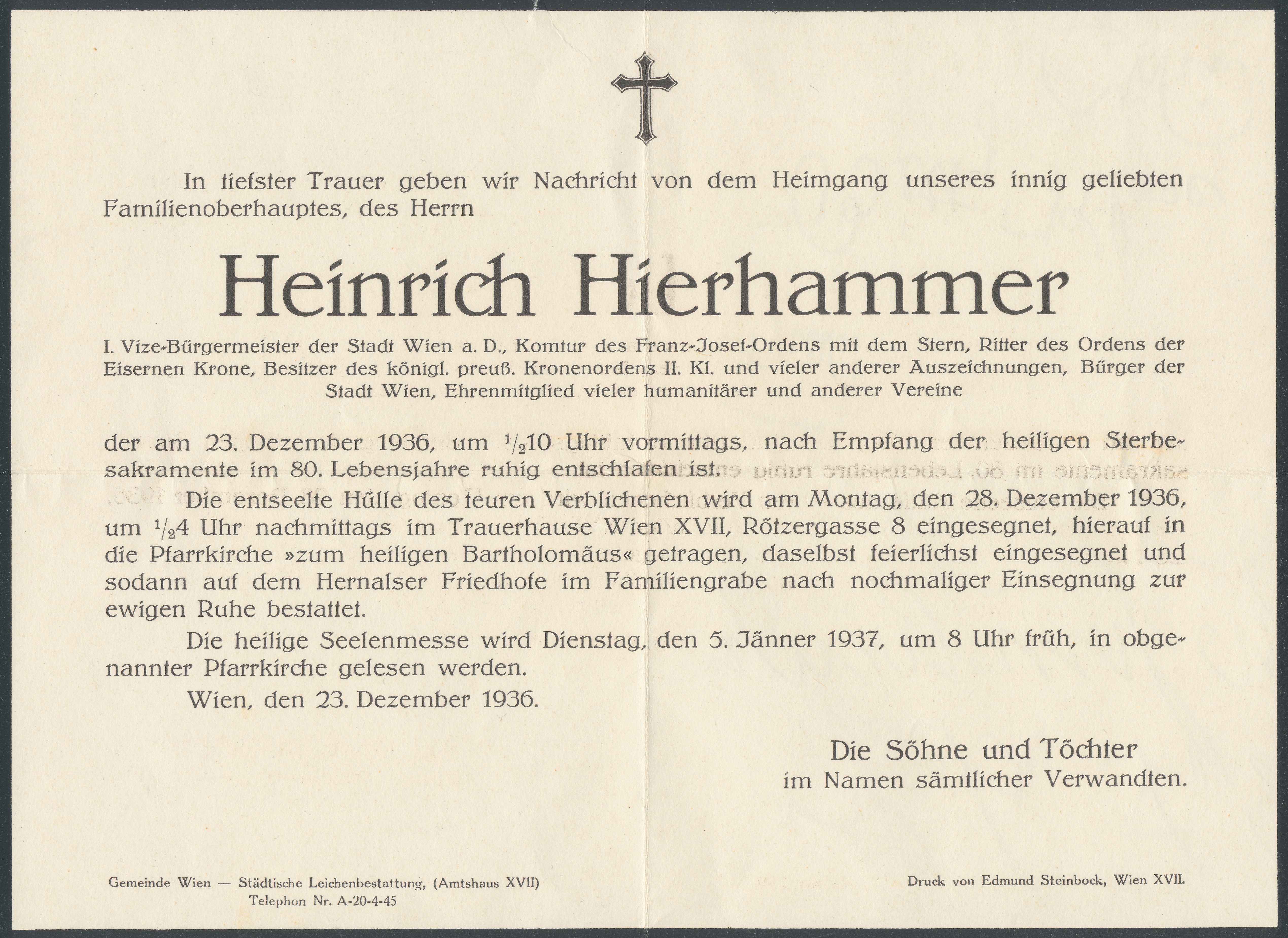
Parte von Heinrich Hierhammer (1857–1936)

## Leben
Heinrich Hierhammer wurde am 11. Mai 1857 als erstes Kind seiner Eltern (Franz-Xaver Hierhammer und Barbara geb. Köther) geboren. Von 1868 bis 1872 besuchte Hierhammer die Unterrealschule und wurde dann als Lithographielehrling im Betrieb des Vaters (Lithografie- und Steindruckerei) aufgenommen.
Am 21. März 1898 wurde Hierhammer im Bezirk Josefstadt als Abgeordneter der christlichsozialen Partei in den Gemeinderat gewählt.
Mit 126 von 153 Stimmen wurde Hierhammer am 19. Dezember 1905 zum Dritten Vizebürgermeister der k.k. Reichshaupt- und Residenzstadt gewählt.
Nach dem Tod Luegers 1910 und der Wahl Josef Neumayer zum Bürgermeister rückte Hierhammer zum Zweiten Vizebürgermeister auf und 1914 zum Ersten.
Am 23. Dezember 1936 starb Hierhammer im Alter von 79 Jahren.
Hierhammer war verheiratet mit Leopoldine Marburg (* 2. August 1860 in Wien; † 18. Jänner 1929 ebenda) und hatte sieben Kinder (zwei Töchter und fünf Söhne).
Er war Ehrenmitglied der katholischen Studentenverbindung KÖStV Rudolfina Wien.

## Ehrungen
Ehrenhalber gewidmetes Grab am 
Friedhof Hernals: Gruppe 51 Nr. 4